# Kepler-26
Kepler-26 is een ster in het sterrenbeeld Lier (Lyra). De ster is een oranje dwerg en heeft vier bevestigde exoplaneten. De ster is een stuk kleiner dan de Zon en ligt op een afstand van 1100 lichtjaar. 

## Planetenstelsel
Het planetenstelsel van de ster werd ontdekt door de Kepler-ruimtetelescoop van NASA en bevestigd in 2011. Toen werden er twee exoplaneten ontdekt, Kepler-26b, en c. Het bestaan van deze planeten werd bevestigd door middel van transitiefotometrie. In 2014 werd het bestaan van nog twee exoplaneten bevestigd: Kepler-26d en e.
| Planeet | Massa   | Halve lange as (AE) | Omlooptijd (dagen) | Excentriciteit | Straal  |
| ------- | ------- | ------------------- | ------------------ | -------------- | ------- |
| b       | 0,38 MJ | 0,085               | 12,28              | —              | 3,59 R⊕ |
| c       | 0,38 MJ | 0,107               | 17,25              | —              | 3,58 R⊕ |
| d       | —       | 0,039               | 3,54               | —              | 1,07 R⊕ |
| e       | —       | 0,22                | 46,83              | —              | 2,41 R⊕ |

## Afbeeldingen

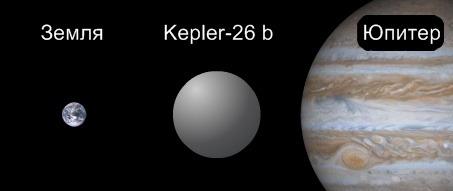
Kepler-26b vergeleken met de Aarde en Jupiter
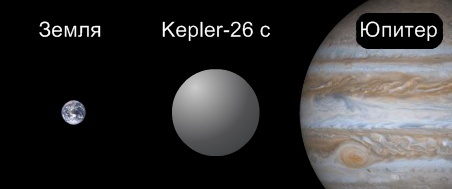
Kepler-26c vergeleken met de Aarde en Jupiter